# استان عاصمه
استان عاصمه (به عربی: محافظة العاصمة) یکی از استان‌های کشور کویت است.
واژةٔ عربی عاصمه به معنای پایتخت است.

## جغرافیا
این استان دربرگیرندهٔ شهر کویت و پیرامون آن است
مساحت این استان ۲۰۰ کیلومتر مربع و جمعیت آن در سال ۲۰۰۵ میلادی (۱۳۸۴ هجری خورشیدی) ۲۶۱٫۰۰۰ نفر بود.

## اقتصاد
بیشتر مراکز مالی و بازرگانی کویت در این استان قرار دارد.